# 14361 Boscovich
14361 Boscovich este un asteroid din centura principală de asteroizi.

## Descriere
14361 Boscovich este un asteroid din centura principală de asteroizi. A fost descoperit pe 17 februarie 1988 la Observatorul San Vittore din Bologna. Asteroidul prezintă o orbită caracterizată de o semiaxă mare de 2,58 ua, o excentricitate de 0,10 și o înclinație de 13,3° în raport cu ecliptica.